# Pieter Caland
Pieter Caland (Zierikzee, 23 juli 1826 – Wageningen, 12 juli 1902) was een civiel ingenieur in dienst van Rijkswaterstaat.
Pieter is een zoon van Catharina Wilhelmina van der Plas (1792-1843) en Abraham Caland (1789-1869). Zijn vader was hoofdingenieur waterstaat en president van het polderbestuur van Walcheren en schrijver. Hij trouwde op 8 september 1850 met Jonkvrouwe Helena Carolina de Jonge, afkomstig uit Noordgouwe in Zeeland. Hun oudste zoon Willem (1859-1932) werd Indoloog.
Hij trad in de voetsporen van zijn vader en grootvader. Nadat hij in Breda was opgeleid aan de Militaire Academie als kadet voor de waterstaat werd hij uiteindelijk Hoofdinspecteur bij Rijkswaterstaat en ontwierp het plan voor de Nieuwe Waterweg en leidde de uitvoering ervan in de jaren 1866-1872.

## Opleiding en eerste werkkring
Omdat zijn vader een belangrijke functie had, ging hij na een paar jaar kostschool naar de Koninklijke Militaire Academie en werd hij als 15-jarige toegelaten als cadet voor de waterstaat. Een cadet voor de waterstaat moest evenals andere cadetten exercitie-oefeningen doen, maar daarnaast kregen zij ook een praktische opleiding van docenten als Delprat en Storm Buijsing. Na vier jaar verliet hij de KMA als beste van zijn jaar. Hij werd toen benoemd als aspirant-ingenieur in Overijssel en kort daarop in Friesland. Maar in 1847 werd hij al overgeplaatst naar Zeeland, eerst in Zierikzee, daarna in Middelburg. Hier stond hij direct onder leiding van zijn vader. In Friesland heeft hij zich bezig gehouden met het ontwerp van een dam naar Ameland en met plannen voor de indijking van de Lauwerszee.
In Zierikzee hield hij zich bezig met inpolderingswerken, en in Middelburg was hij arrondissementsingenieur voor de eilanden Walcheren en Noord-Beveland.
In 1849 werd hij overgeplaatst naar Purmerend en bevorderd tot ingenieur 2e klasse. Bij het arrondissement daar hoorden ook de eilanden Terschelling, Vlieland, Wieringen, Urk en Marken, waar hij met allerlei soorten oeververdediging en havenwerken te maken kreeg.

## Standplaats Brielle en de Nieuwe Waterweg

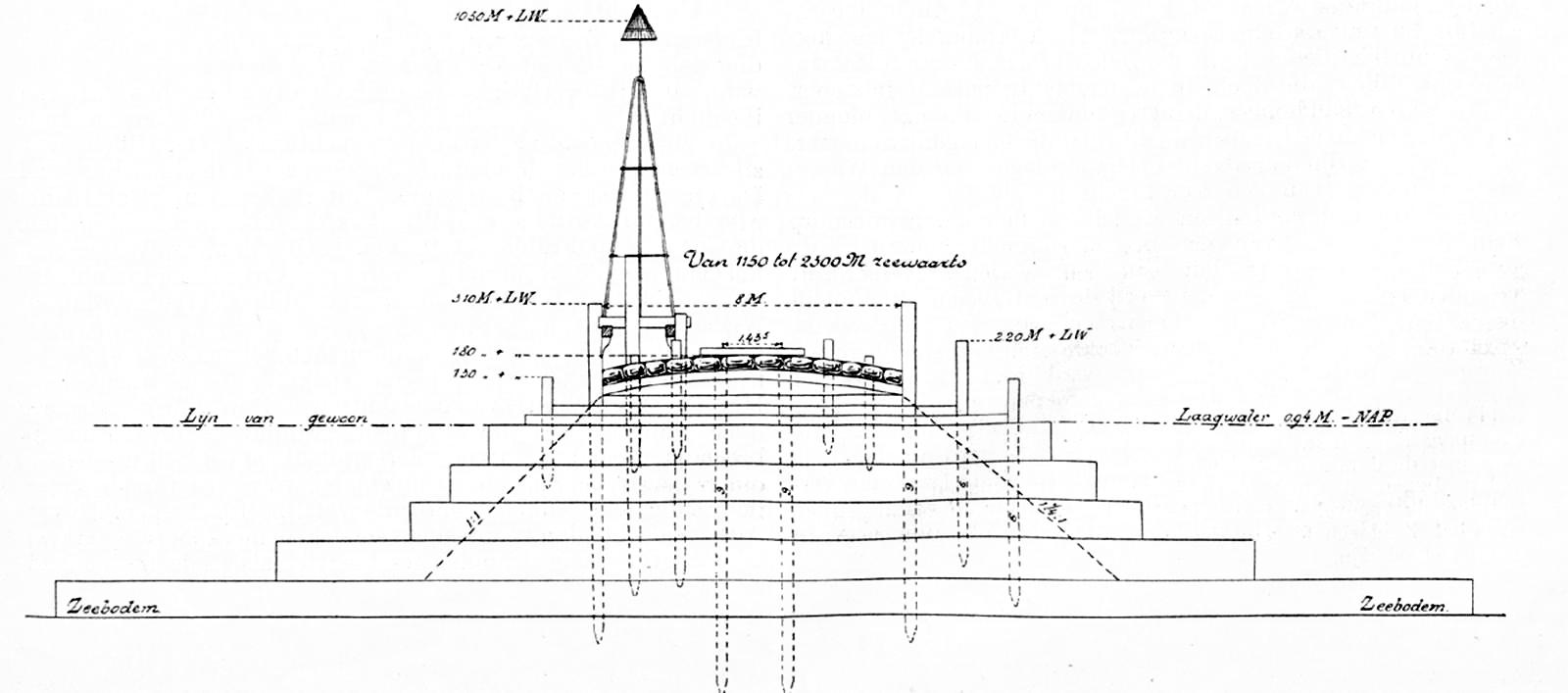
Ontwerp havendam van Hoek van Holland 1865

In 1853 werd hij overgeplaatst naar Brielle, waar hij leiding gaf aan het zuidwestelijk arrondissement van Zuid-Holland, waar met name de kustverdediging van Goeree een belangrijke zaak was. Dit was een kust waar dijkvallen regelmatig voorkwamen. Hij heeft in 1858 een beschrijving gemaakt van de werken voor de kustverdediging daar. Zijn directe chef daar was ir. A. Greve, iemand die moeilijk in de omgang was. Tot aan het overlijden van Greve in 1857 heeft hij hier een moeilijke tijd gehad. Een van de conflictpunten was het ontwerp voor een waterweg van Rotterdam naar zee. Greve had een ontwerp gemaakt voor een waterweg langs het Voorns kanaal en het Goereese Zeegat; dit hield in dat er twee zeer lange hoofden in het Goereese Zeegat in zee uitgebouwd moesten worden. De hoogste chef van Rijkswaterstaat, ir. Van der Kun, voelde niet zo veel voor deze uitbouw van hoofden, maar wilde Greve ook niet direct afvallen. Uiteindelijk nam de minister het besluit (KB van 26 juli 1856) om aan Caland de opdracht te geven om een onderzoek in te stellen hoe in het buitenland dergelijke problemen waren opgelost (met name bij de Clyde, de Seine en de Rhône).
Hij heeft hier diepgaand onderzoek naar gedaan en is gekomen met een ontwerp van havendammen bestaande uit zinkstukken met ballaststeen en daardoorheen palen. Die palen waren niet bedoeld om de zinkstukken vast te nagelen aan de bodem, wat door sommigen werd beweerd, maar waren bedoeld om te voorkomen dat bij golfslag de stenen weg zouden rollen. Hij vreesde wel voor paalworm, en heeft in eerste instantie de palen "bewormnageld", maar dat bleek achteraf niet nodig omdat het water niet zout genoeg was voor paalworm om in te kunnen leven. Al in1857 had hij aan het noorderstrand van Goeree als een proef een op dezelfde wijze samengestelde dam van 106 m vanaf de laagwaterlijn laten aanleggen.
Hierover heeft hij in oktober 1856 verslag uitgebracht (Verslag aan den Koning over de Openbare Werken 1855-1856; is niet digitaal beschikbaar). Aanleiding was ook een verzoek van de gemeenteraad van Brielle om verdieping van de vaarweg naar hun haven (die was op dat moment nog maar 2 m). Omdat de deskundigen het niet eens waren, werd er door de minister een commissie ingesteld, de Raad voor de Waterstaat die de opdracht kreeg om de alternatieven te onderzoeken.Voorzitter was H. F. Fijnje van Salverda, leden waren F. W. Conrad, Storm Buijslng, Greve en Jhr. J. Ortt van Schonauwen, lid en secretaris was Caland. Na het overlijden van Greve in 1853 werd als diens opvolgen J.A. Beijerinck benoemd. De commissie bracht in 1858 verslag uit. Caland had met veel moeite de commissie ervan overtuigd dat zijn idee van een doorgraving bij Hoek van Holland de beste oplossing was.

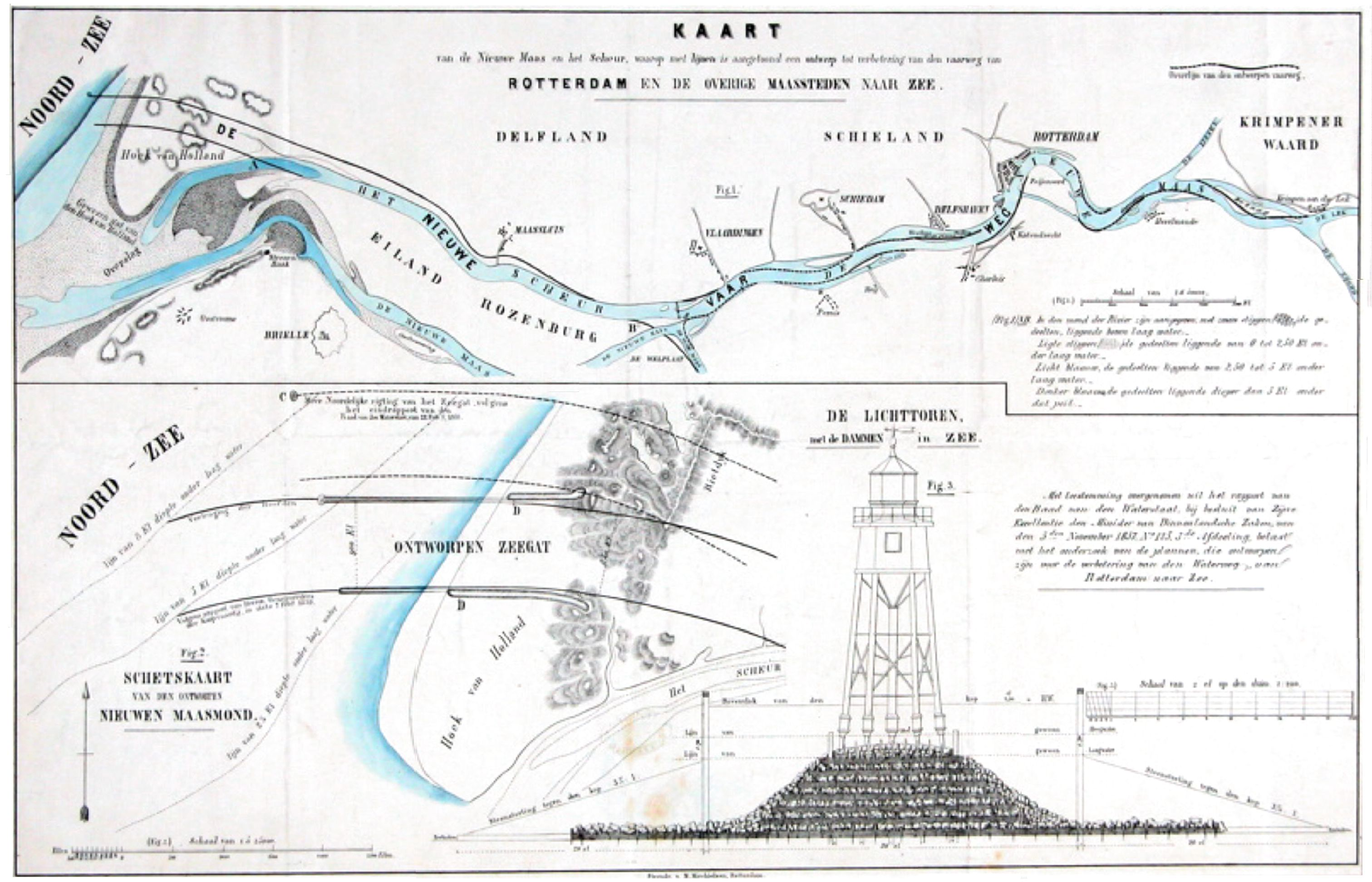
Ontwerp van Nieuwe Waterweg volgens Plan Caland, 1857-1863

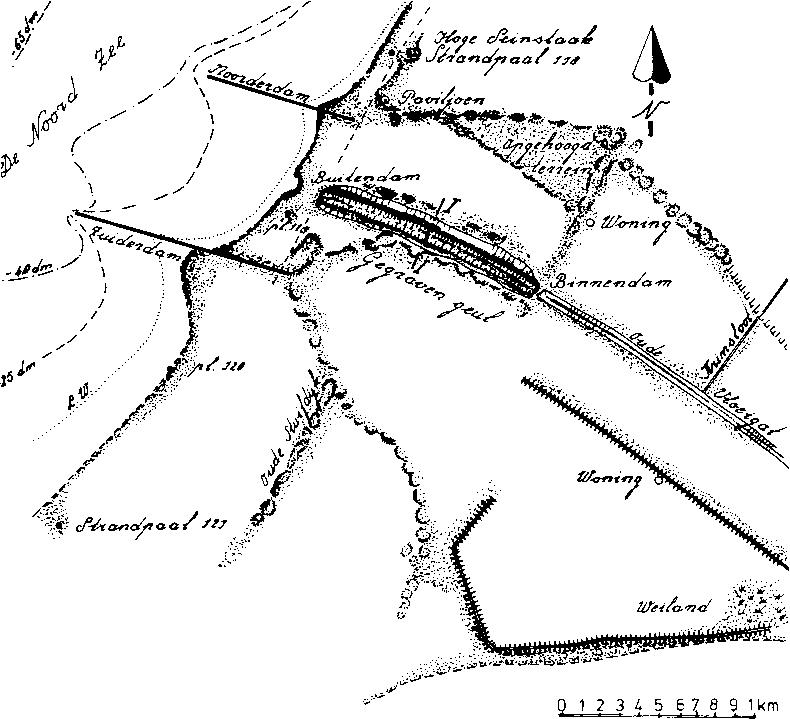
Vaargeul Nieuwe Waterweg

Het plan van Caland was om een doorsteek te maken zoals al eerder voorgesteld door Nicolaus Cruquius in 1731. Maar het plan van Cruquius had als probleem dat na aanleg de mond waarschijnlijk weer snel zou verzanden. Maar het plan van Caland behelsde ook de aanleg van twee havenhoofden, een riviernormalisatie vanaf Krimpen aan de Lek tot en met Het Scheur bij Hoek van Holland en de afdamming van het Scheur aan de westkant en een afdamming van de Oude Maas aan de oostkant van het eiland Rozenburg om het Maaswater door de nieuwe mond te stuwen. Volgens Caland zou hierdoor de stroomsnelheid in de mond voldoende zijn om deze open te houden; bovendien hoefde de mond niet geheel uitgegraven te worden. Een geul van 50 m breed zou voldoende zijn en het getij zou de rest doen. De breedte bij Krimpen zou 225 m moeten worden, en geleidelijk toenemen tot 450 m bij Vlaardingen om uiteindelijk bij Hoek van Holland 900 m breed te worden. Verwacht werd dat hiermee een diepte van 7 m onder Hoog Water bereikt kon worden.
Dit voortel impliceerde wel dat Brielle geen handelsplaats van betekenis zou worden. Dat zou overigens ook niet het geval zijn met het plan van Greve. Maar de verhouding tussen Caland en het gemeentebestuur van Brielle verslechterde daardoor sterk. Hij was dan ook heel blij met zijn overplaatsing naar Rotterdam in 1861. Vanuit Rotterdam, en later ook vanuit Delft, kon hij de werken beter begeleiden. Hij bleef daarnaast zijn gewone arrondissementstaken uitvoeren.

Thorbecke koppelde de aanleg van de Nieuwe Waterweg aan de aanleg van het Noordzeekanaal, wat een aantal politieke problemen oploste. 
Caland werd op 1 mei 1863 benoemd als leidinggevende voor de uitvoering, onder verantwoordelijkheid van de hoofdingenieur van Zuid-Holland (eerst Jan Anne Beijerinck, later J.F. Augier).
De Rotterdamse kiezers gaven Caland op 24 november 1863 een bewijs van dankbaarheid, door hem te kiezen als lid van de Provinciale Staten van Zuid-Holland. Hij meende voor de benoeming echter te moeten bedanken, waarschijnlijk omdat hij als arrondissements-ingenieur tevens in dienst van die provincie was.
Toen de werkzaamheden voor de Nieuwe Waterweg langzamerhand in volle gang gekomen waren, werd Caland met ingang van 1 juli 1865 naar Delft verplaatst, vanwaar de Hoek van Holland gemakkelijker dan van uit Rotterdam te bereiken was. Daarbij is te bedenken, dat de veel gemak en tijdwinst gevende gewoonte om de werken per stoomboot te bezoeken, toen nog niet bestond; het vervoer geschiedde in het algemeen per rijtuig.

## Problemen met de Nieuwe Waterweg
In 1873 waren er bij de overheid en bij de scheepvaartsector in Rotterdam hoge verwachtingen omtrent de aan te leggen Nieuwe Waterweg. Toch begonnen er ook twijfels te rijzen over de kosten, omdat betwijfeld werd of de toegang wel zonder baggeren open gehouden kon worden. Caland was zich daarvan bewust, maar was ervan overtuigd dat, zelfs als er meer kosten gemaakt moesten worden vanwege baggeren, een open toegang tot de haven van Rotterdam van groot economisch voordeel zou zijn. Hij was in staat om de opeenvolgende ministers hiervan steeds te overtuigen. Zelf kwam hij tot de conclusie dat de geul zichzelf weliswaar open hield, maar dat deze uitschuring op termijn niet tot een voldoende brede en diepe vaargeul zou leiden. Dat zijn oorspronkelijke begroting te laag was, had hij al in 1870 in een vergadering van het Koninklijk Instituut van Ingenieurs erkend. Caland wist de minister te overtuigen dat uitgebreide baggerwerken nodig waren. En in het staatsblad van 30 mei 1877 (staatsblad 118) werd de eerste uitgave van f200.000 hiervoor gealloceerd.
De volgende minister (Tak van Poortvliet) trad in 1877 aan. Hij had zijn twijfels bij de verhoging van de uitgaven en op zijn initiatief werd in december van dat jaar een staatscommissie ingesteld met de opdracht te "overwegen of geheele terzijdestelling van het aanvankelijke plan van den waterweg te vormen door den grond te laten uitstroomen, wenschelijk was". In deze commissie die onder leiding stond van ir. Rose, was Caland niet opgenomen. Hij vond hierin aanleiding om te verzoeken om van het beheer van de werken voor de Nieuwe Waterweg ontheven te worden. Dat gebeurde per 1 januari 1878, en ook zijn naaste medewerker, ir. J. Kluit, werd overgeplaatst.
Hoewel de leiding van het werk vanaf 1878 in andere handen was, was Calands rol geenszins uitgespeeld. Hij heeft nog verschillende keren de minister advies gegeven naar aanleiding van uitspraken van de staatscommissie. In het eindrapport zijn ook enkele nota's van hem opgenomen. Men was het erover eens dat natuurlijke uitschuring onvoldoende was, en dat baggerwerk noodzakelijk en kosteneffectief was. De kosten werden daardoor wel ongeveer drie keer hoger dan oorspronkelijk geraamd.

## De getijrivieren
Zijn denkbeelden ten aanzien de verbetering van benedenrivieren heeft Caland beschreven in een verhandeling met als titel: "Over vloed en eb op benedenrivieren". Hij heeft hiervan ook een Franse en een Duitse uitgave gemaakt. Door A.R Blommendal (hydrograaf van de Marine) is dit geschrift in bijlage B1 van de Staatscommissie voor de Rotterdamse Waterweg nogal vernietigend besproken, wat tot een even scherp antwoord van Caland leidde (bijlage B2 van het rapport van de Staatscommissie).
Uit deze verhandeling blijkt dat Caland een goed inzicht had in de werking van eb en vloed in benedenrivieren. Wel staan er onjuistheden in, zoals de bewering, dat het water in een rivier tijdens hoogwater in rust is, terwijl er dan in werkelijkheid nog een vloedstroom gaat; dat de aanslibbing door de vloed veroorzaakt wordt, terwijl in werkelijkheid in het algemeen de stroom, hetzij vloed of eb, als hij maar sterk genoeg is, voor verdieping zorgt, terwijl de kentering de verondieping te weeg brengt. Maar hij is de eerste, althans in Nederland, die de merkwaardige verschijnselen van vloed en eb in verband met de afvoer van de bovenrivier over het algemeen op voldoende wijze heeft verklaard. In zijn tijd waren er veel ingenieurs die het verschil tussen stroomsnelheid en de loopsnelheid van het getij niet begrepen
Laplace, Airy, Whewell en anderen hadden zich reeds op uitgebreide schaal met het verschijnsel van vloed en eb in zee beziggehouden, en verscheen ongeveer gelijktijdig met Caland’s stuk een dergelijk werk van Partiot over de Seine als benedenrivier, maar de eerste, die deze golftheorie in de praktijk toegepast heeft, is Caland geweest.

## De Zeeuwse oevers
In 1860 kreeg Caland als lid van de Raad van de Waterstaat de vraag om een onderzoek te doen naar de erosie van de Zeeuwse oevers. In 1861 kwam het verslag van de Raad van de Waterstaat hierover uit. Een zin uit dit verslag is zeer merkwaardig; hij luidt:
"De stelling dat eenmaal de Zeeuwsche stroomen niet meer vermogen zullen hebben, dan wordt gevorderd tot afvoer van Rijn-, Maas- en Scheldewater, vermeerderd met het zeewater dat voortdurend langs trechtervormig verwijdende monden zal blijven binnendringen en uitloopen, is noch onwaar, noch gewaagd".
Hieruit blijkt dat Caland het morfologisch proces van estuaria goed begreep.
In 1867 werd hij lid van de staatscommissie die een betere regeling moest voorstellen voor de financiering van de calamiteuze polders in Zeeland. In 1869 kwam daarvoor een regeling die tot 1978 heeft stand gehouden.

## Buitenlandse contacten en projecten
Caland sprak een aantal talen en onderhield actief buitenlandse contacten. Hij correspondeerde intensief met het Engelse Institution of Civil Engineers. In de proceedings van dit instituut zijn tussen 1880 en 1899 een achttal bijdragen van zijn hand verschenen.
Een memo over de verzanding van kusten van een Franse ingenieur die werkzaam was bij de aanleg van het Suezkanaal, Eugène Mougel, had blijkbaar Calands instemming, want er is een door hem bewerkte vertaling te vinden in de Uittreksels uit vreemde tijdschriften van het KIvI. Ook schreef hij in 1857 een korte nota over de Elbe.
In 1862 werd bij als getuige-deskundige gevraagd door de rechtbank in Brussel in een geding tussen de Belgische overheid en een aannemer met betrekking tot werken van het uitwateringskanaal van Oost- en West-Vlaanderen bij Heist. Dit was een langlopende zaak, want hij werkte er in 1871 nog aan, zoals bleek uit zijn afzegging voor de KIvI vergadering van 14 november 1871.
In januari 1865 werd hem gevraagd om samen met de genie-officier D. Maarschalk een onderzoek te doen naar verbetering van de havens van Batavia en Semarang. In 1865 heeft hij ook een onderzoek gedaan naar de Surinaamse kustverdediging bij Nickerie.
In 1866 werd Caland door de minister van Buitenlandse Zaken samen met Jan Anne Beijerinck benoemd tot lid van de internationale commissie over de waarschijnlijke gevolgen van de afdammingen van de Oosterschelde en van het Sloe voor de spoorlijn naar Middelburg. Dit was een internationaal probleem, omdat in het traktaat met België na de Belgische onafhankelijkheid afgesproken was dat Nederland een vrije scheepvaartroute van Antwerpen naar de Rijn zou garanderen. Het lukte niet om met België tot overeenstemming te komen, de zaak is toen ter arbitrage voorgelegd aan de grote mogendheden, zoals in het Verdrag van Londen was vastgelegd. Het resultaat was dat een afdamming voor de spoorlijn toegestaan werd, mits het Kanaal door Zuid-Beveland en het Kanaal door Walcheren aangelegd zou worden.
In 1872 ontving hij een delegatie van ingenieurs uit de Verenigde Staten op studiereis in Europa. Hun doel was kennis verzamelen voor verbetering van de mond van de MIssissippi. Caland leidde ze rond en besprak de aanleg van vergelijkbare hoofden voor de monding daar.
In 1874 werden Caland en hoofdingenieur J.A.A. Waldorp door de minister van Koloniën gevraagd om een aantal alternatieve ontwerpen voor de haven van Batavia te beoordelen. Wat later bleek dat die vraag ook aan de chef hydrografie, Blommendal, gesteld was. Ze werden verzocht met een gezamenlijk advies te komen. Door een slechte verhouding met Blommendal was dat lastig. Nadat deze in 1875 overleed werd het uiteindelijk advies alleen door Caland en Waldorp uitgebracht.
In 1885 ging hij naar Brazilië om samen met ir. J.W. Welcker om op uitnodiging van de Braziliaanse overheid advies uit te brengen over de verbetering van het zeegat van Rio Grande. Hij gaf hier een uitgebreide lezing over bij het KIvI, en publiceerde er in 1890 ook een Franstalig boek over. Hiervoor werd hij tot erelid van de Braziliaanse ingenieursvereniging benoemd.

## De Algemene Dienst
In 1867 vond een herschikking plaats van ingenieurs. Caland werd toen benoemd tot Hoofdingenieur-titulair. Hij zou qua anciënniteit de hoofdingenieur in Noord Brabant moeten worden, maar men wilde hem wel bij de werken van de Waterweg betrokken houden. Vandaar dat de werken van de Waterweg onder de Algemene Dienst geplaatst werden, waardoor Caland direct onder de hoofdinspecteur (Frederik Willem Conrad) viel.
Na het overlijden van Conrad in 1870 werd Caland hoofd van de Algemene Dienst en werd hij ook effectief hoofdingenieur. Hij heeft toen samen met Christaan Brunings ook de nota over de provinciale waterstaat van Friesland geschreven (1871).
Belangrijke taken in die tijd waren de herziening van het Amsterdams Peil, het in kaart brengen van de getijstromen in de Noordzee dicht bij de kust en waarnemingen van het slibgehalte van de rivieren. Verder is hij begonnen met kwelwaarnemingen in de Betuwe bij hoogwater in de rivieren. Ook werd begonnen met het maken van rivierkaarten en is verder gewerkt aan de waterstaatskaart
Caland heeft ook plannen gemaakt voor verbetering van het Hellegat door afdamming van het Ventjagersgaatje. Dit is niet uitgevoerd omdat de geul zich verlegde en het probleem niet meer acuut was. In later jaren kwam het probleem weer terug en is toen aangepakt door Johan van Veen. Het Ventjagersgaatje is pas in 1965 in het kader van de Deltawerken afgesloten.
Met ingang van 1 april 1873 werd hij benoemd als inspecteur, op dat moment de hoogste rang bij Rijkswaterstaat. Hierbij werden een aantal anderen, die qua anciënniteit eerder in aanmerking kwamen, gepasseerd.
Het beheer van de grote rivieren viel inmiddels ook onder de Algemene Dienst. Hiervoor verantwoordelijk was ir. Rose. Er ontstonden dermate grote verschillen van inzicht tussen Caland en Rose dat de laatste in 1878 overgeplaatst werd naar ‘s-Hertogenbosch.

### Bezoldiging van ingenieurs
In de tijd van Caland waren de bezoldigingen van de ingenieurs van Rijkswaterstaat aan de lage kant. Dit werd deels goedgemaakt door allerlei verschillende toelages, maar die waren nogal willekeurig verdeeld. Ook de toelagen voor dienstreizen was nogal willekeurig. Sommigen hielden daar flink aan over, maar bij anderen dekten de toelagen de kosten geenszins. Het is een verdienste van Caland geweest dat hij, toen hij de hoogste in rang werd, zich er herhaaldelijk voor sterk gemaakt om de toelagen te schrappen en de bezoldiging te verhogen. Hij was daarvan zelf slachtoffer, want hij raakte zijn toelage van f 4000 voor de Waterweg hiermee kwijt toen minister Klerck zijn voorstellen overnam.
Na het overlijden van F.W. Conrad was de rang van hoofdinspecteur niet meer vervuld, maar in 1881 werd deze rang aan Caland toegekend. Hij heeft deze rang behouden tot zijn pensionering op 1 oktober 1891. Vanaf 1884 was hij alleen nog maar belast met het toezicht, en niet meer met algemene verslaggeving aan de minister en personeelszaken.

## Pensioen
Enkele jaren na zijn pensioen, op 20 Januari 1893, overleed Caland's echtgenote. Dit overlijden was mede oorzaak, dat hij daarna weinig meer aan het openbare leven heeft deelgenomen. Wel bleef hij tot zijn overlijden lid van de commissie voor het weduwenfonds voor ingenieurs en opzichters, waartoe hij in 1873 benoemd was.
In de vergadering van het Koninklijk Instituut van Ingenieurs van 14 April 1896 werd door hem een korte mededeling gedaan naar aanleiding van een verhandeling van den heer S.J. Vermaes over Frieslands boezemstand en de verbetering der afvoerkanalen, waarin werd aangetoond, dat de plannen bij de uitvoering gedeeltelijk gefaald hadden. Caland verdedigde hier zijn met Brunings over deze aangelegenheid uitgebracht rapport, en betoogde, dat wat op dat moment was uitgevoerd, maar een deel was van wat zij noodzakelijk achten.
Naar aanleiding van het 50-jarig bestaan van het KIvI in 1897 is een gedenkboek uitgegeven. Caland heeft voor dit boek het hoofdstuk Over dijken, duinen en stranden geschreven.
Hij publiceerde in 1902 een brochure met als titel: De Waterweg van Rotterdam naar Zee. Hierin verklaarde hij zich niet te kunnen verenigen met de wijze van verbetering in de jaren na 1878 zijn uitgevoerd. Er zijn lage dammen aangelegd en de grond, die in de vaargeul gebaggerd is, is tussen die dammen gestort. Dit achtte Caland niet in overeenstemming met beginselen die horen bij het verbeteren van een benedenrivier. In het bijzonder wijst Caland in zijn brochure naar zijn voorstel om de Oude Maas in de Waterweg te leiden. De vraag, waarom hij dit deel van zijn programma niet vóór 1878 zelf uitgevoerd heeft, kan beantwoord worden door de opmerking, dat eerst de Waterweg zo diep moest zijn, dat het Voorns Kanaal gemist kon worden. Caland vreesde, dat de doortrekking van de Oude Maas op de Botlek een fatale invloed zou hebben en men dus voor het feit kon komen te staan, dat Rotterdam enige tijd geen enkele behoorlijke weg naar zee zou hebben. Hieruit blijkt dat hij een heel consciëntieus man was.

## Publieke taken
In zijn jaren in Rotterdam werd Caland lid en enige jaren later lid-consultant van Bataafs Genootschap der proefondervindelijke wijsbegeerte. In 1865 werd hij lid van het Zeeuwsch Genootschap der wetenschappen te Middelburg, enige jaren later ook van het Provinciaal Utrechts Genootschap.
Talloze malen was hij lid en vaak voorzitter van verschillende examencommissies, zowel voor den Nederlandse als voor de Nederlands-Indische waterstaat. Ook was hij examinator bij de Polytechnische School Delft
Van 1865-1880 was hij lid van de Raad van Bestuur van het Koninklijk Instituut van Ingenieurs. Na 1880 heeft hij zich hiervoor niet meer herkiesbaar gesteld.

## Onderscheidingen
Caland heeft veel onderscheidingen gekregen. In oktober 1866 is hij vanwege zijn werk voor de Nieuwe Waterweg benoemd tot Ridder in de orde van de Nederlandse Leeuw.. In oktober 1876 is hij naar aanleiding van de watersnood van maart 1867 in Brabant benoemd tot Commandeur in de Orde van de Eikenkroon. Naar aanleiding van een advies aan de Italiaanse regering werd hij benoemd tot ridder Orde van de Italiaanse Kroon.
Verschillende erediploma's en gouden medailles werden hem toegekend naar aanleiding van inzendingen op de wereldtentoonstellingen van Wenen, Philadelphia, Parijs en Antwerpen.

## Publicaties van Pieter Caland
- Nota over de rivier de Elbe (verhandelingen KIvI), 1857, blz 99 (pdf blz 233)
- Over vloed en eb op benedenrivieren (Verhandelingen KIvI, 1859, blz 29)
- Rapport der gecontinueerde commissie van rapporteurs uit de Staten van Friesland omtrent de door de heeren Inspecteur en Hoofd-Ingenieur van den Waterstaat C Brunings en P. Caland aangeboden memorie over den toestand van denbinnenlandschen waterstaat der provincie Friesland, vande 31 October 1870 (1871) H. de Groot, Leeuwarden
- Verslag over het voorgevallene tijdens het hooge opperwater en den ijsgang op de Nederlandsche rivieren in den winter van 1875 op 1876 (1876)
- Verslag over den Stormvloed van 30/31 Januarij 1877
- Verslag over den Stormvloed van 14/15 October 1881
- Antwoord op enkele der opmerkingen van den oud-hoofd-inspecteurvan den waterstaat H.F. Fijnje over de verslagen van de Staats-commissie omtrent de verbetering van den waterweg van Rotterdamnaar zee(1881)
- Amélioration de la barre de Rio Grande do Sul, Brésil. Rapport présenté au Gouvernement brésilien Paris : Impr. nouvelle (1890)
- Over dijken, duinen en stranden (1897), gedenkboek KIvI, blz 139-140
- De waterweg van Rotterdam naar zee (1902) Nijhoff, Den Haag

## Vernoemingen
- Een kanaal en een brug nabij Rozenburg.
- In Amsterdam Osdorp het Calandlyceum en de Pieter Calandlaan.
- In Arnemuiden de toegangsweg naar vliegveld Midden-Zeeland de Calandweg.
- In Arnhem de Pieter Calandweg op industrieterrein De Kleefse Waard.
- In Barendrecht is een straat met de naam Calandhaven.
- In Bergen op Zoom de Calandweg.
- In Breda de Calandstraat.
- In Delft, in de TU-wijk, de Pieter Calandweg.
- In Den Haag de Calandkade, Calandstraat en het Calandplein.
- In Dordrecht de Calandstraat op het industrieterrein Dordtse Kil II.
- In Leiden de Calandstraat in de wijk Lage Mors waar Waterstaatwerkers (ook o.a. Leeghwater, dr Lely) en waterkeringen (o.a. stuw, dam, dijk) vernoemd zijn.
- In Rotterdam, nabij de Veerhaven, de Calandstraat en het Calandmonument. De tweede metrolijn van Rotterdam was genaamd de Calandlijn.
- In Schiedam de Calandstraat op het bedrijventerrein 's-Graveland.
- In Tilburg de Calandhof, onderdeel van de uitvindersbuurt in de wijk Korvel.
- In Vlissingen de Calandstraat in de wijk Middengebied.
- In Zierikzee - zijn geboorteplaats - de Calandweg en het Calandplein.
- In Zoetermeer de Calandschans in de wijk Noordhove.

### Schepen

Schepen met de naam Pieter Caland
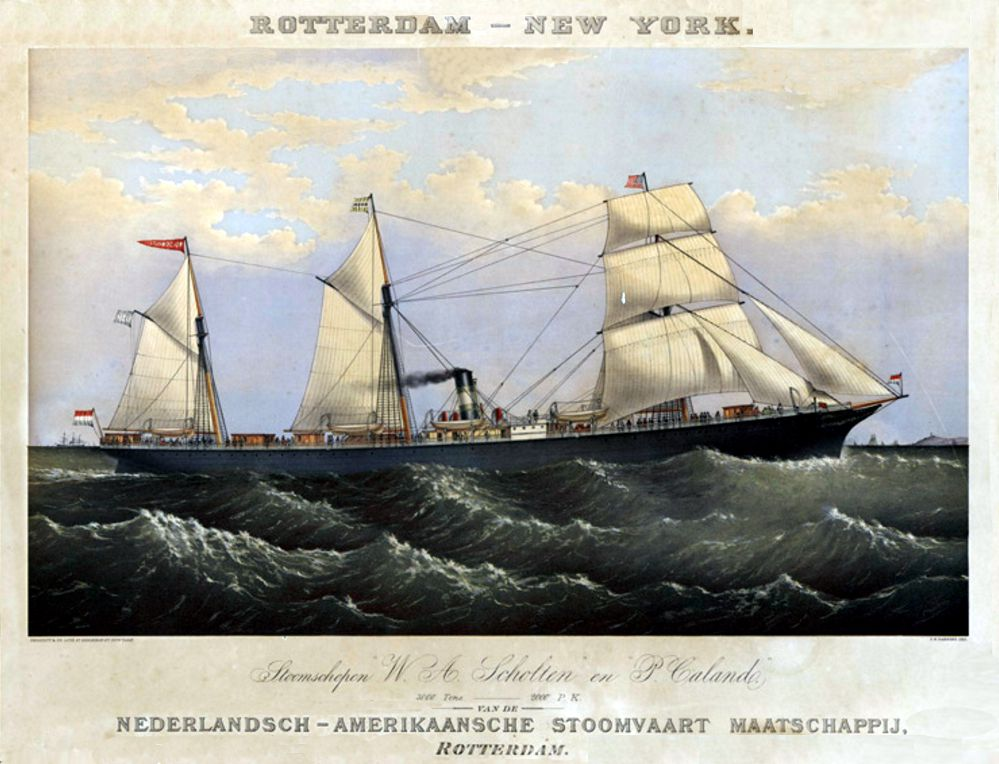
Schip van de HAL
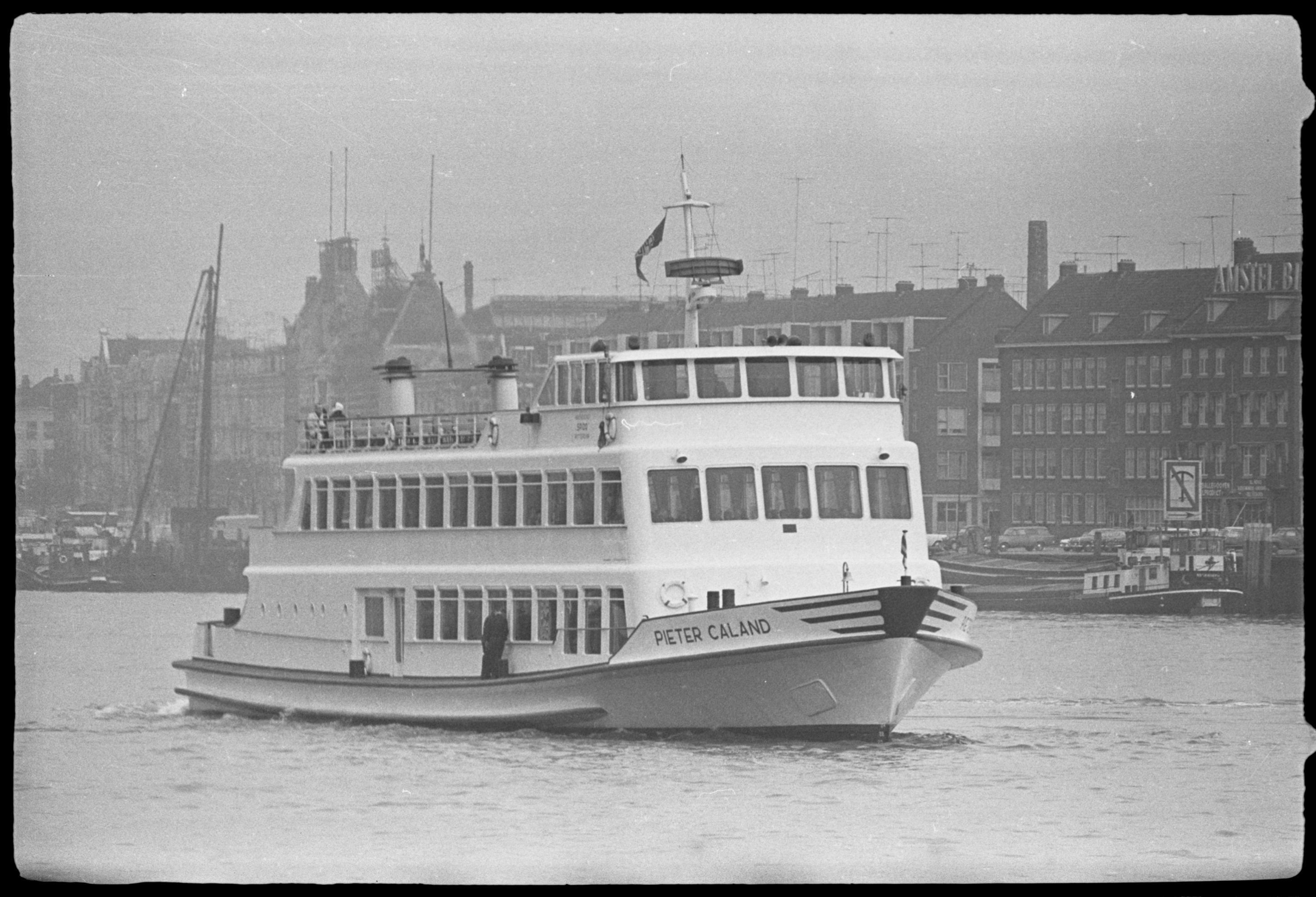
Spido rondvaartboot (1960)
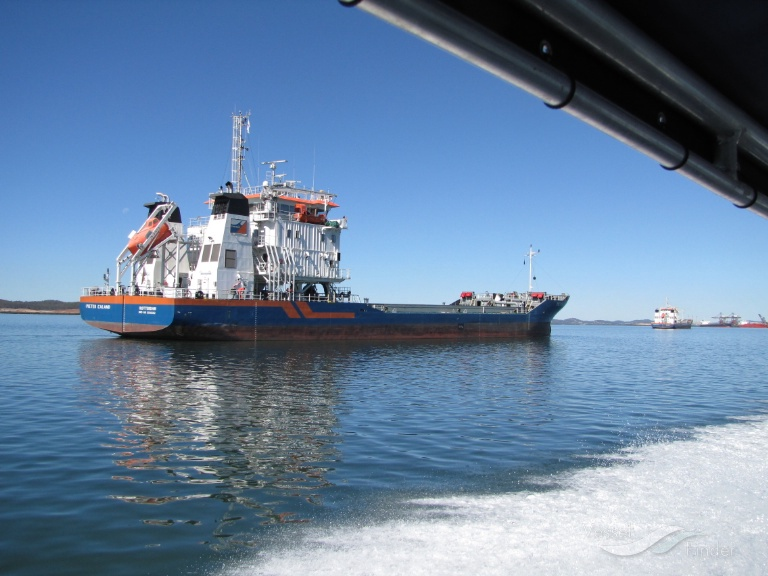
Splijthopper van Van Oord

- Een schip van de Holland Amerika Lijn ( ( 1873-1897) 2.540 brt, gebouwd op de Robert Napier & Sons-scheepswerf in Govan bij Glasgow en werd op 2 mei 1874 te water gelaten op de Clyde.[11]
- Een rondvaartboot van de Spido (1960)
- Een splijthopper van baggerbedrijf Van Oord (2010) 2853 m3.[12]

- Bibliothèque nationale de France: cb10196743v (data)
- Biografisch Portaal: 10578644
- Digitale Bibliotheek voor de Nederlandse Letteren: cala003
- International Standard Name Identifier: 0000 0003 9079 298X
- Nederlandse Thesaurus van Auteursnamen: 069786526
- Virtual International Authority File: 284504614
- WorldCat: E39PBJkD6p8b8qdW64DQBP7j4q